# Oribatella reticulata
Oribatella reticulata är en kvalsterart som beskrevs av Berlese 1916. Oribatella reticulata ingår i släktet Oribatella och familjen Oribatellidae. Inga underarter finns listade i Catalogue of Life.